# Pont de l'île de Vaux
Le pont de l'île de Vaux franchit le petit bras de la Seine sur une longueur de 50 mètres entre l'île de Vaux et la ville de Vaux-sur-Seine (rive droite). C'est un pont routier en béton précontraint, de statut privé, mis en service en 1951. Ce pont appartient à l’association syndicale autorisée des propriétaires de l'île de Vaux-sur-Seine qui en assure l'entretien et la gestion. Son accès est réservé aux résidents de l'île.

## Historique
Depuis la création du lotissement de l'île de Vaux-sur-Seine en 1912, l'accès à l'île se faisait par un bac. Le premier pont, du type bow-string, a été mis en service en 1935, mais il a été détruit cinq ans plus tard par le génie militaire français en juin 1940 à l'approche des troupes allemandes.
Reconstruit après guerre, le pont actuel a été mis en service  en 1951.